# Mehrinoz Abbosova
 (novembre 2023).
Mehrinoz Abbosova (en ouzbek : Mehrinoz Abbosova), née le 23 juillet 1995 en Ouzbékistan, est une poétesse, journaliste et critique littéraire ouzbèke.
En 2017, Abbosova est nommée par le président ouzbek Shavkat Mirziyoyev présidente du Conseil républicain des jeunes artistes nouvellement créé. À ce titre, elle dirige de nombreux festivals et d'autres projets visant à soutenir les jeunes artistes dans tout l'Ouzbékistan. Abbosova participe également à des projets visant à créer un contenu numérique de qualité en ouzbek, notamment l'edit-a-thon WikiStipendiya sur la Wikipédia en ouzbek. Depuis 2022, elle est conseillère du directeur de l'Agence des affaires de la jeunesse de la République d'Ouzbékistan.
Elle est membre de l'Association des écrivains d'Ouzbékistan depuis 2018. Elle a reçu le prix d'État Zulfiya en 2012 et la médaille Shuhrat en 2017. Elle a publié deux recueils de poésie: Men yoshlikman (2011) et Yulduzrang qoʻshiqlar (2014).

## Biographie
Mehrinoz Abbasova naît le 23 juillet 1995 dans le district de Chortoq, dans la région de Namangan, en Ouzbékistan. Elle est la benjamine d'une famille de trois enfants. Elle attribue à son père Nosirjon Dehqonov le mérite d'avoir été son premier professeur :

« Maintenant que je comprends, mon père a compté sur mes pensées, mes rêves et mes objectifs depuis mon enfance. C'est lui qui m'a inculqué une grande confiance en moi. Je suis toujours fière d'être la fille du meilleur père du monde, un homme humble et honnête »

Abbosova passe son enfance dans les villes de Chortoq et Namangan. En 2002, elle commence à étudier à l'école secondaire n°45. Après le déménagement de sa famille à Namangan en 2004, elle étudié à l'école secondaire n°57 de 2004 à 2007, et à l'école spécialisée n°57 de 2007 à 2011. Elle va ensuite au lycée n°2 de l'université d'État de Namangan. Elle étudie l'anglais en quatrième année. À l'école, Mme Abbosova participe à des clubs de gymnastique artistique et de danse, et apprend à jouer du piano. Elle donne des cours particuliers dans une école de musique. À l'origine, elle souhaite étudier à l'Institut médical de Tachkent pour devenir médecin.

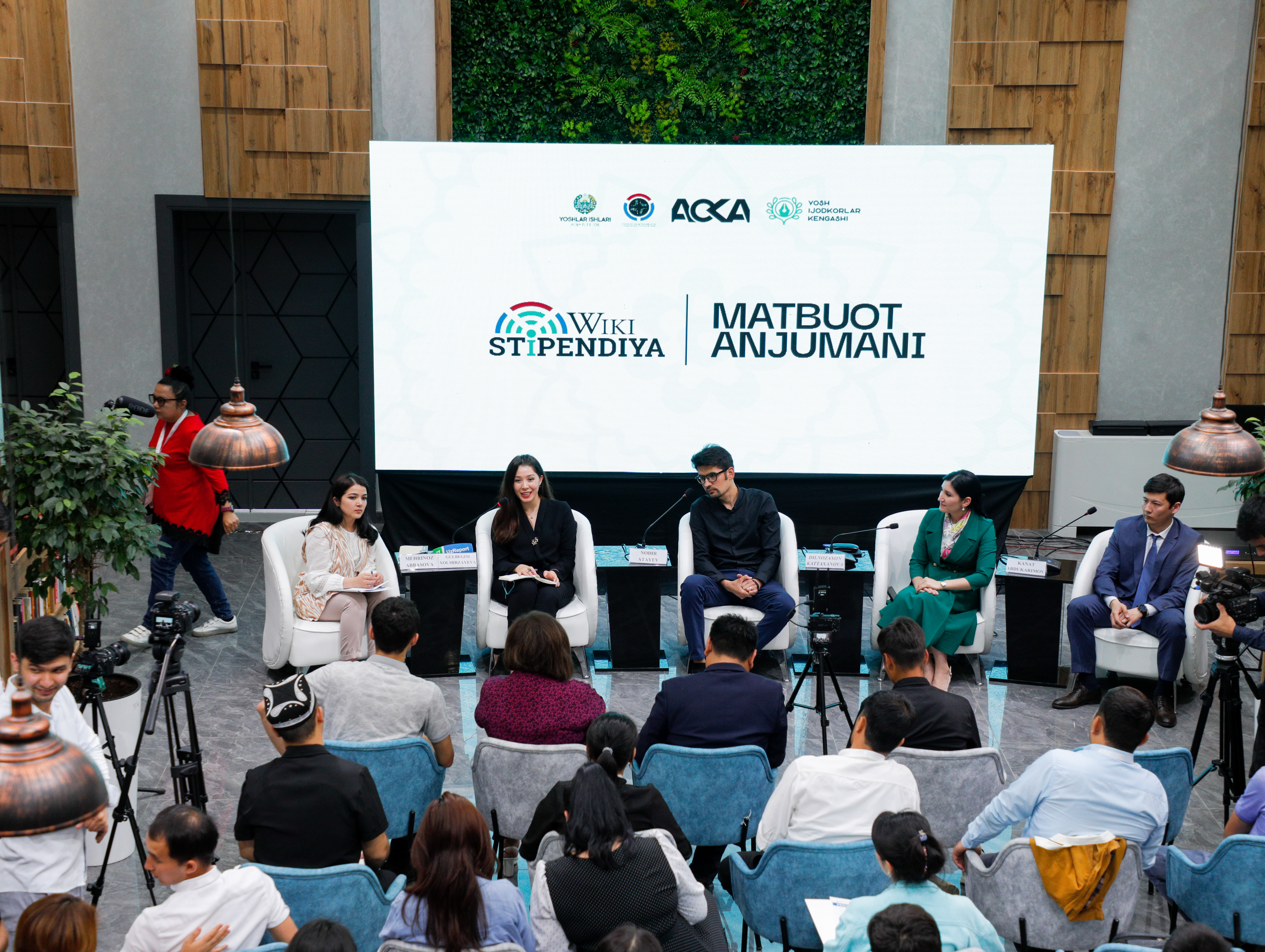
Conférence de presse pour l'événement WikiStipendiya.

En raison de son intérêt pour la poésie dès l'enfance, elle rencontre des écrivains de Namangan, notamment Ziyaviddin Mansur et Gulomjon Akbarov. En 2012, elle remporte le prix d'État Zulfiya dans le domaine de la littérature. Ses livres Men yoshlikman (2011) et Yulduzrang qo'shiqlar (2014) sont publiés avec la recommandation de l'Association des écrivains d'Ouzbékistan.

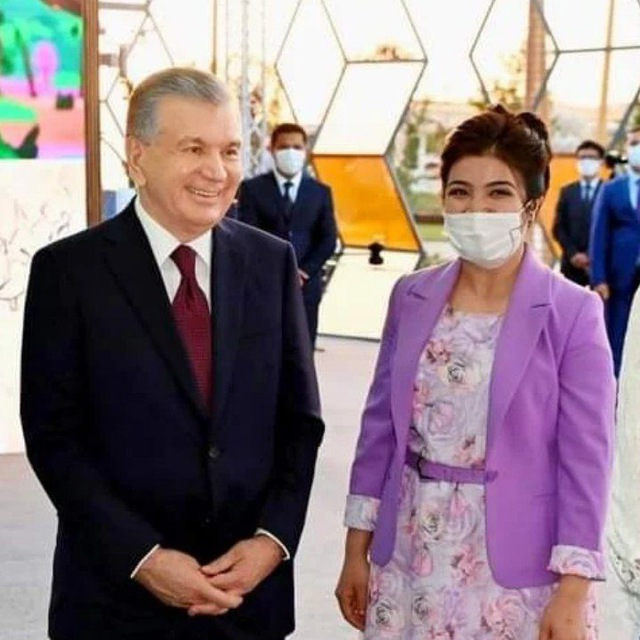
Shavkat Mirziyoyev et Mehrinoz Abbasova. Extrait de la présentation du projet WikiStipendiya, le 30 juin 2022

En 2014, Abbosova entre à la faculté de journalisme international de l'université d'État des langues mondiales d'Ouzbékistan. En 2017, elle prononce un discours lors du quatrième congrès du Mouvement social de la jeunesse Kamalot. Cela attire l'attention du président Mirziyoyev, qui nomme Abbasova présidente du Conseil républicain des jeunes artistes nouvellement créé, alors qu'elle est encore étudiante. En 2017, elle reçoit la Médaille de la renommée,.
De 2018 à 2020, elle obtient un master dans le cadre du cours supérieur de littérature de l'université d'État de langue et de littérature ouzbèkes Alisher Navoi de Tachkent. En 2018, elle rejoint l'Association des écrivains d'Ouzbékistan. Depuis le 11 février 2022, elle travaille en tant que conseillère du directeur de l'Agence des affaires de la jeunesse de la République d'Ouzbékistan sur les questions relatives à la langue d'État,.
Abbasova contribue à l'organisation et à la mise en œuvre de plusieurs grands projets au sein de l'Agence des affaires de la jeunesse de la République d'Ouzbékistan, en particulier l'edit-a-thon WikiStipendiya, sur la Wikipédia en ouzbek. En juin 2022, le président Mirziyoyev s'exprime lors d'un événement consacré 
à la Journée de la jeunesse et déclare: « J'ai été heureux d'apprendre que plus de 10 000 articles en langue ouzbèke ont été publiés sur Wikipédia, l'encyclopédie électronique la plus populaire au monde, à l'initiative de Mehrinoz Abbosova. »,.
Les poèmes de Mehrinoz Abbasova sont traduits en turc et publiés dans le journal Gerçek Fethiye.

## Vie privée
Abbosova est mariée à Xushnud Xudoyberdiyev, un blogueur et avocat ouzbek. Ils ont un fils, Mustafo.